# Pestel (westfälisches Adelsgeschlecht)

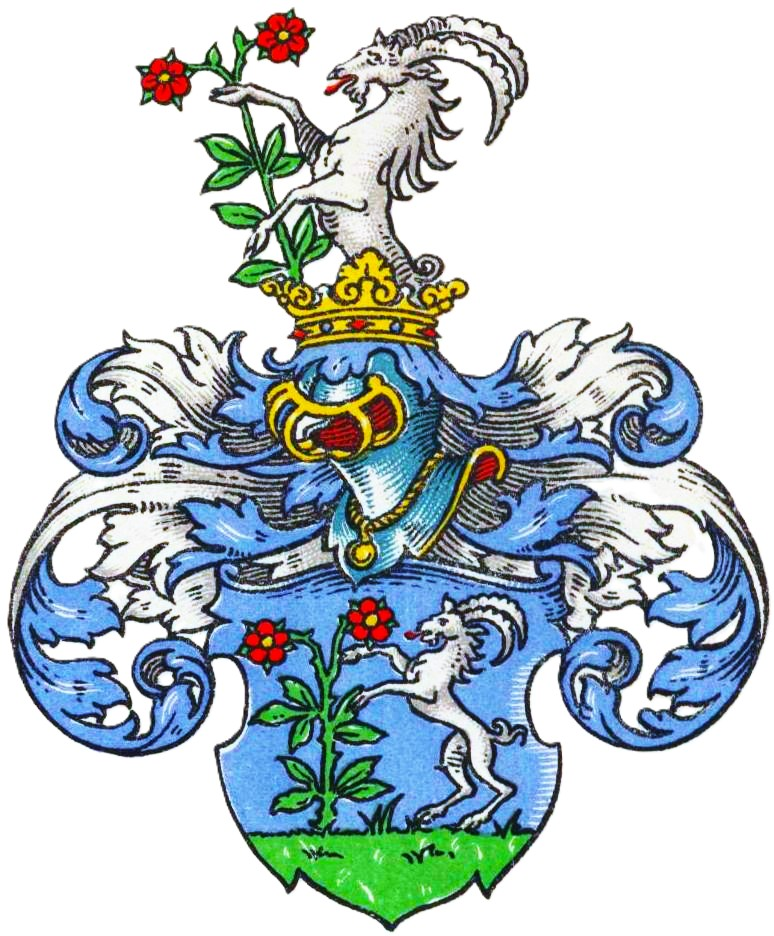
Wappen derer von Pestel im Wappenbuch des Westfälischen Adels

Pestel ist der Name eines westfälischen Briefadelsgeschlechts.
Die Familie ist zu unterscheiden von einem gleichnamigen bayerischen Briefadelsgeschlecht Pestel.

## Geschichte
Das Geschlecht stammt ursprünglich aus England. Als Königin Maria I. Tudor in ihrer Regierungszeit von 1553 bis 1558 versuchte, den Katholizismus wieder als Staatsreligion zu etablieren und unter ihrer Herrschaft viele Protestanten hingerichtet wurden, flüchtete Samson Pestel zunächst nach Holland. Später wurde er Hauptmann und Kommandant des Schlosses zu Duisburg. Sein Sohn Johann Pestel war Ratsherr in Minden und heiratete Margarethe Wippermann. Aus dieser Ehe stammt David Pestel (1603–1684), deutscher Rechtswissenschaftler, Professor des Lehnrechts (Feudalrecht) und des Codex in Rinteln. Von dessen Nachkommen wurden verschiedene Personen separat und unabhängig voneinander, aber mit demselben Wappen in den Adelsstand erhoben.
Am 18. September 1768 wurden zwei Enkel des o. g. David Pestels, nämlich die Brüder Christoph Heinrich Pestel, königlich-preußischer Kriegs- und Domänenrat, und Justus Ferdinand Friedrich Pestel († 1797), braunschweigisch-lüneburgischer Konsistorialrat und Hofkriegsassessor sowie später kurhannoverischer Oberappellationsrat in Celle, von Kaiser Joseph II. mit Prädikat „von“ und Lehenberechtigung in den Reichsadelsstands erhoben. Die Standeserhöhung wurde in Hannover am 20. September 1776 amtlich bekanntgemacht. Dieser Zweig der Familie besaß die Güter Bruch (1805–1922) in Melle und Krietenstein in Linne. Zu den Nachfahren dieses Zweigs der Familie gehörten der Verwaltungsbeamte Georg von Pestel (1783–1846), dessen Sohn Eduard von Pestel (1821–1908), preußischer Generalleutnant, Ehrenbürger und „Held“ von Saarbrücken, und auch Otto von Pestel (1848–1919), Landrat des Landkreises Melle und preußischer Politiker.
Friedrich Ulrich Pestel (1691–1764), Bruder des o. g. geadelten Brüderpaares, war ebenfalls Professor der Ethik und der Rechte an der Universität Rinteln. Friedrich Ulrich Pestel heiratete Elisabeth Helene Lenderking (1698–1751), Tochter des Rintelner Bürgermeisters Ludoph Wilhelm Lederking. Aus dieser Ehe ging Friedrich Wilhelm Pestel (1724–1805), ebenfalls Professor in Rinteln, später an der Universität Leiden, hervor, der am 12. Dezember 1792 in Anerkennung seiner Verdienste um die Jurisprudenz im Reich durch Kaiser Franz II. in Wien in den erblichen Reichsadelstand erhoben wurde.
Carl Philipp Pestel (1729–1791) war königlich-preußischer Kriegs-, Steuer- und Domänenrat in Minden und wurde am 20. November 1786 mit Diplom vom 3. Januar 1787 in Berlin in den preußischen Adelsstand erhoben. Aus seiner Ehe mit Johanna von Kotzebue stammt Philipp von Pestel (1767–1835), zuletzt Oberpräsident der Rheinprovinz.

## Persönlichkeiten
- Conrad von Pestel (1766–1834), Gutsherr auf Bruche und Krietenstein bei Melle, später Landrat
- David Pestel (1603–1684), deutscher Rechtswissenschaftler
- Eduard von Pestel (1821–1908), preußischer Offizier, Ehrenbürger und „Held“ von Saarbrücken
- Friedrich Ulrich Pestel (1691–1764), deutscher Rechtswissenschaftler
- Friedrich Wilhelm Pestel (1724–1805), deutscher Rechtswissenschaftler
- Georg von Pestel (1783–1846), deutscher Verwaltungsbeamter
- Otto von Pestel (1848–1919), Landrat des Landkreises Melle und preußischer Politiker
- Philipp von Pestel (1767–1835), Oberpräsident der Rheinprovinz

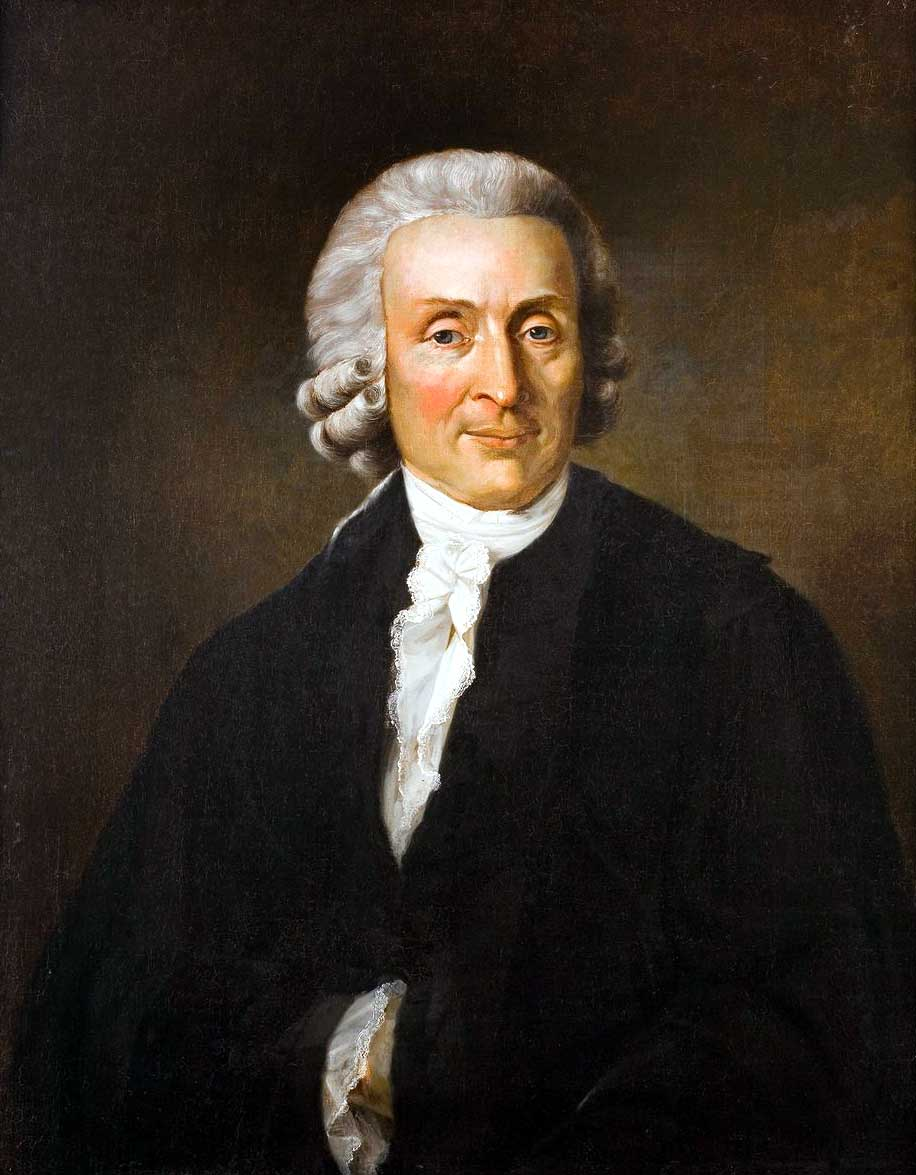
Friedrich Wilhelm Pestel (1724–1805)
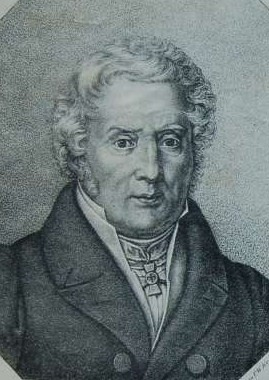
Philipp von Pestel (1767–1835)
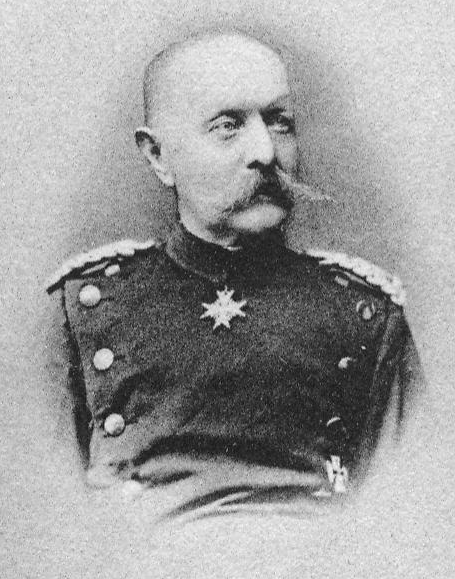
Eduard von Pestel (1821–1908)

## Wappen
Blasonierung: In Blau auf grünem Grund rechts ein Rosenstock mit zwei roten Rosen, an den von Links ein silberner Ziegenbock springt. Auf dem gekrönten Helm mit blau-silbernen Helmdecken der Rosenstock mit Bock wachsend.

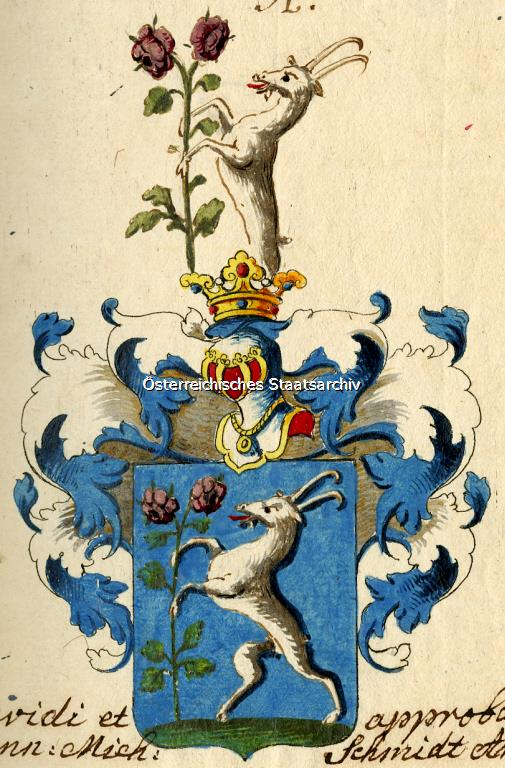
Wappen derer von Pestel (1768) im Österreichischen Staatsarchiv
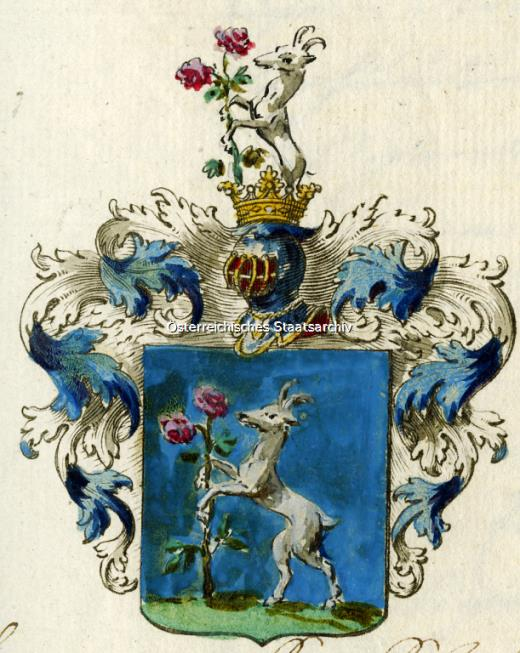
Wappen derer von Pestel (1792) im Österreichischen Staatsarchiv